# Політехнік-СДЮШОР
«Політехнік-СДЮШОР» (раніше КПІ, «Політехнік-Яся», «Політехнік-ССК») — український хокейний клуб з міста Києва. З 1993 по 2004 рік виступав у Чемпіонаті України з хокею. Дворазовий бронзовий призер чемпіонатів України 1998 та 2000. Учасник Кубка Федерації у сезоні 1994-1995 років, посів 3-е місце в півфінальній групі.
Домашні ігри проводив на ковзанці «Атек» та ЛДС «Авангард». 
Офіційні кольори клубу зелений та білий.

## Історія клубу
Клуб був заснований у 1992 році як спортивний клуб «КПІ» при Київському політехнічному інституті. У 1993 році клуб «КПІ» брав участь у першому Чемпіонаті України з хокею.
У 1993 році клуб змінив назву на «Політехнік» Київ. З 1996 по 2000 рік клуб називався «Політехнік-Яся» Київ, а у 2002-2004 роках — «Політехнік-ССК» Київ.
У сезоні 1995-1996 років об'єднався з клубом «Крижинка» (Київ) і під назвою «Крижинка-КПІ» (Київ) виступав у Східноєвропейській Хокейній Лізі.
Кольори клубу захищали такі відомі гравці: Сергій Лубнін, Анатолій Найда, Євген Шастін, Анатолій Доніка, Микола Ладигін, Валерій Сидоров, Сергій Земченко, Олег Посмєтьєв, Борис Пушкарьов, Костянтин Симчук, Вадим Шахрайчук, Анатолій Матвійчук, Костянтин Касянчук, Руслан Безщастний, Євген Дудченко та ін.

## Досягнення
- 3-є місце у Чемпіонаті України з хокею 1998 та 2000
- 3-є місце у Першій лізі Чемпіонату України 2004

Участь в європейських кубкових турнірів:
- Кубка Федерації — сезон 1994-1995 років, 3-е місце в півфінальній групі.

## Керівництво
- Президент — Сергій Журавльов
- Директор — В'ячеслав Павленко
- Головний тренер — Сергій Журавльов
- Тренери: Олег Лускань, Павло Чурсін, Олег Посмєтьєв